# Brignano Frascata
Brignano Frascata (Bërgnau e Frascà nel dialetto locale) è un comune italiano di 418 abitanti della Val Curone, in provincia di Alessandria, nel Piemonte sud orientale, a circa 4 km dal confine con la Lombardia. È posto in riva al torrente Curone e si sviluppa lungo il lato di una zona leggermente collinare. Ha uno sviluppo quasi esclusivamente agricolo. Numerose sono le coltivazioni a frutta.

## Storia
Già frequentato nel Neolitico, come dimostrano i ritrovamenti in località Serra del Monte, il territorio comunale di Brignano-Frascata fu dato in feudo dal duca di Milano alla famiglia genovese degli Spinola (1375).
All'alba del 1º giugno 1478 Napoleone Spinola e Giovanni Antonio Spinola uccisero nel castello di Brignano il fratello Battista e i suoi tre figli maschi; una delle figlie nubili morì poco dopo per le ferite riportate. In seguito alla confisca dei beni degli assassini il feudo passò a Enrico Bigurra, genero di Battista, che però lo vendette nel 1485 a Cavalchino Guidobono per 13 500 lire imperiali.
Dal 1685 al 1800 circa appartenne ai Ferrari di San Sebastiano. Fu istituito comune nel 1928 a seguito della fusione dei comuni di Brignano del Curone e Frascata. Da quella data e fino al 1947, il comune comprendeva anche il territorio del comune di Momperone.

### Simboli
Lo stemma e il gonfalone del comune di Brignano Frascata sono stati concessi con decreto del presidente della Repubblica del 9 luglio 1958.
Lo stemma è troncato da una fascia ondata d'azzurro: nel primo campo d'oro, al castello al naturale, munito di una torre merlata alla guelfa; nel secondo di rosso, al leone d'oro che tiene tra le branche un ramo di quercia, anch'esso d'oro, posto in palo.
Il gonfalone è un drappo troncato di rosso e di giallo.

## Monumenti e luoghi d'interesse

### Architetture civili e militari
Il castello, di impianto strutturale risalente al XVII secolo, fu restaurato in stile medievale nel secolo scorso ed ampliato (castelnuovo) nel 1936 da Alfonso Bruzzo di Genova.

## Società

### Evoluzione demografica
Abitanti censiti

## Geografia antropica
La piccola località di Serra del Monte, posta esattamente lungo il confine tra Piemonte e Lombardia, pur essendo in pratica un'unica entità, è ripartita in due frazioni dallo stesso nome e confinanti tra loro, situate l'una nel territorio comunale di Brignano-Frascata (AL) e l'altra in quello di Cecima (PV).

## Amministrazione
Di seguito è presentata una tabella relativa alle amministrazioni che si sono succedute in questo comune.
| Periodo        | Periodo        | Primo cittadino             | Partito                                    | Carica  | Note   |
| -------------- | -------------- | --------------------------- | ------------------------------------------ | ------- | ------ |
| 28 giugno 1980 | 18 giugno 1985 | Desiderio Poggio            | Democrazia Cristiana                       | Sindaco | [ 9 ]  |
| 18 giugno 1985 | 8 giugno 1990  | Desiderio Poggio            | Democrazia Cristiana                       | Sindaco | [ 10 ] |
| 8 giugno 1990  | 24 aprile 1995 | Ferruccio Poggio            | Partito Socialista Italiano                | Sindaco | [ 10 ] |
| 24 aprile 1995 | 14 giugno 1999 | Luigi Francesco Domenegotti | centro-sinistra                            | Sindaco | [ 10 ] |
| 14 giugno 1999 | 14 giugno 2004 | Anselmo Morgavi             | lista civica                               | Sindaco | [ 10 ] |
| 14 giugno 2004 | 8 giugno 2009  | Anselmo Morgavi             | lista civica                               | Sindaco | [ 10 ] |
| 8 giugno 2009  | 26 maggio 2014 | Roberto Mandirola           | lista civica                               | Sindaco | [ 10 ] |
| 26 maggio 2014 | 27 maggio 2019 | Roberto Mandirola           | lista civica Insieme per Brignano Frascata | Sindaco | [ 10 ] |
| 27 maggio 2019 | 9 giugno 2024  | Alessandro Davico           | lista civica Insieme per Brignano Frascata | Sindaco | [ 10 ] |
| 9 giugno 2024  | in carica      | Alessandro Davico           | lista civica Insieme per Brignano Frascata | Sindaco | [ 10 ] |

### Altre informazioni amministrative
Il comune faceva parte della Comunità Montana Valli Curone Grue e Ossona.

## Galleria d'immagini
| - Panorama - Parrocchiale - Il castello Bruzzo - Torrente Curone |